# Bulgarische Eishockeyliga 2015/16
Die Saison 2015/16 war die 65. Spielzeit der bulgarischen Eishockeyliga, der höchsten bulgarischen Eishockeyspielklasse. Meister wurde erstmals der neu in die Liga aufgenommene SK Irbis-Skate aus Sofia.

## Teilnehmer
Der HK Lewski Sofia zog sich aus finanziellen Gründen aus der Liga zurück und wurde durch den SK Irbis-Skate ersetzt. Dieser wurde auf Anhieb bulgarischer Meister.
- SK Irbis-Skate
- HK NSA Sofia
- HK Slawia Sofia
- HK ZSKA Sofia

## Modus
In der Hauptrunde absolvierte jede der vier Mannschaften insgesamt zwölf Spiele. Der Erstplatzierte der Hauptrunde wird Meister. Für einen Sieg erhält jede Mannschaft drei Punkte, bei einem Sieg nach Overtime gibt es zwei Punkte, bei einer Niederlage nach Overtime erhält die Mannschaft einen Punkt und bei einer Niederlage null Punkte.

## Hauptrunde
|    | Klub            | Sp | S  | OS | ON | N  | Tore    | Punkte |
| -- | --------------- | -- | -- | -- | -- | -- | ------- | ------ |
| 1. | SK Irbis-Skate  | 12 | 12 | 0  | 0  | 0  | 107:025 | 36     |
| 2. | HK Slawia Sofia | 12 | 6  | 0  | 1  | 5  | 044:042 | 19     |
| 3. | HK ZSKA Sofia   | 12 | 4  | 0  | 0  | 8  | 035:068 | 12     |
| 4. | HK NSA Sofia    | 12 | 1  | 1  | 0  | 10 | 028:079 | 5      |

Sp = Spiele, S = Siege, OS = Overtime-Siege, ON = Overtime-Niederlagen, N = Niederlagen